# Pseudhelicoptera protubera
Pseudhelicoptera protubera är en insektsart som beskrevs av Caldwell 1947. Pseudhelicoptera protubera ingår i släktet Pseudhelicoptera och familjen vedstritar. Inga underarter finns listade i Catalogue of Life.